# ناصر بن مسفر الزهراني
ناصر بن مسفر القرشي الزهراني عالم وأديب وشاعر سعودي، رئيس مجلس إدارة المعارض والمتاحف الدولية للسيرة النبوية والحضارة الإسلامية.

## حياته
وُلد سنة (1383هـ) بمنطقة الباحة في المملكة العربية السعودية لأسرة تنتسب إلى الحسين بن علي بن أبي طالب رضي الله عنهما حيث أن أسرته قرشية النسب وتستوطن قبيلة زهران بمنطقة الباحة بالمملكة العربية العربية السعودية.

## دراسته وعمله
- حصل على البكالوريوس من جامعة أم القرى عام (1408هـ - 1988م) من كلية اللغة العربية، قسم البلاغة والنقد، ثم عُيِّن معيدًا بالقسم نفسه.[5][6]
- نال درجة الماجستير في علم المعاني من الجامعة نفسها عام (1414هـ - 1993م).[5][6]
- نال شهادة الدكتوراه في تشبيهات القرآن الكريم من الجامعة نفسها عام (1418هـ - 1998م).[5][6]
- عمل أستاذًا بجامعة أم القرى، ثم طلب التقاعد المبكر؛ ليتفرغ لمشروعاته البحثية.[5][6][7]
- كانت له نشاطات علمية وأدبية وثقافية واجتماعية وإنسانية، وبرامج إعلامية، وله مؤلفات متنوعة، وقصائد في مناسبات عدة، من أهمها: قصيدته في الثناء على الله: (رحلة في موكب الجلال)،[8] وقصيدته: (السراج المنير) في مدح النبي صـلى الله عليه وسلم[9][10]، وقد تغنَّى بهما الفنانين والمنشدين، ثم تفرغ بعد ذلك تمامًا منذ عام 1428هـ لإنجاز مشروعاته العلمية الحضارية

## نشاطاته وأعماله
- في سنته الجامعية الثانية تم ترشيحه وتعيينه إماما لمسجد جامعة أم القرى في مكة المكرمة.
- عُيّن مُعيدا في قسم البلاغة والنقد لكلية اللغة العربية في جامعة أم القرى.
- فوضه مفتي عام المملكة السابق عبد العزيز بن باز بإنشاء جامع ابن باز بمكة المكرمة بدعم من الملك فهد بن عبد العزيز وعُيّن إماما وخطيبًا فيه.
- توثقت علاقته بالشيخ ابن باز منذ أن كان طالبًا في مرحلة الماجستير، وتأثر بالشيخ وبمنهاجه في العلم والعمل والدعوة.
- أوصى مفتي عام المملكة العربية السعودية السابق عبد العزيز بن باز الدكتور ناصر بالإشراف على مكتبته الخاصة ونقلها من الرياض والطائف إلى مكة وأن يتولى البناء والإشراف والتشييد للمجمع الخيري الكبير له في العزيزية بمكة المكرمة، فقام بإنفاذ الوصية على أتم وجه.
- كان الشيخ عبد العزيز بن باز يكلفه ببعض المهام العلمية والخيرية.
- انشغل بالعمل الدعوي الإسلامي والأعمال الإنسانية والخيرية وأقام الكثير من الندوات والمحاضرات العامة والأمسيات الشعرية والثقافية داخل المملكة العربية السعودية وخارجها.
- كان خطيبا في جامع ابن باز، ونشر جزء من خطبه في كتاب، كما عيّن إمامًا وخطيبًا بجامع الحارثي بالعزيزية بمكة المكرمة، لقرابة ثمان سنوات منذ عام 1410 هـ. وقد أمضى في الخطابة أكثر من ثمانية وعشرين عامًا، ثم تفرغ منها لاحقًا من أجل مشروع «السلام عليك أيها النبي».
- أسس في عهد الملك فهد بن عبد العزيزمركز ابن باز العلمي العالمي وأشرف عليه، وهو مركز مختص بالأنشطة العلمية والثقافية وفيه مكتبة الشيخ ابن باز، ولازال تحت إشرافه.
- عمل محتسبًا متعاونًا بمكتب الدعوة بمكة المكرمة لعدة سنوات، مسؤولاً عن الإشراف على تنظيم المحاضرات والندوات العلمية.
- كتب قصائد دينية حولت بعضها إلى أناشيد، مثل قصيدة رحلة في موكب الجلال، وقصيدة السراج المنير.
- أسس عام 1422 هـ وترأس أول مؤسسة خيرية في إصلاح ذات البين بإمارة منطقة مكة المكرمة.
- وقد كانت له نشاطات وبرامج علمية ودعوية وثقافية وأدبية وحضوراً إعلامياً كثيفاً منذ أن كان طالباً بالجامعة إلى عام 1427هـ
- كان عضوًا في كثير من المناشط والجمعيات والهيئات الخيرية والإنسانية، ثم اعتذر منها وطلب الإحالة على التقاعد المبكر للتفرغ لمشروع «السلام عليك أيها النبي».[11]

## المشاريع
قدم الشيخ ناصر القرشي العديد من الأنشطة المشروعات العملية والمتاحف الحضارية والمعارض والتي شهدت دعم من الملك سلمان بن عبد العزيز والأمير محمد بن سلمان ولي العهد كما حظيت بالعديد من التوقيعات من العديد من العلماء داخل المملكة وخارجها مثل ثلثه من هيئة كبار العلماء بالمملكة العربية السعودية ومشيخة الأزهر الشريف والرابطة المحمدية بالمغرب.
في نهاية عام (1428-2008)هـ تغير مسار حياته، إذ وجد في نفسه رغبةً للكتابة في السيرة النبوية الشريفة، وتقديمها بأسلوب عصري، وهو ما كان يراه من ضرورة تقديم السيرة النبوية للعالم بأساليب إبداعية ووسائل تقنية، وإعادة هيكلتها وبرمجياتها، وتقديمها بروح عصرية، والخروج بها عما كان يسود في أذهان الكثيرين؛ من اختزال السيرة النبوية في الغزوات والحروب والمعارك، بينما السيرة النبوية فهي مجموع حياة النبي صلي الله عليه وسلم وسنته القولية والفعلية، بشتى جوانبها وجمالياتها وبدائعها وروائعها، فقرر أن يتفرغ لهذا المشروع الذي وسماه (السلام عليك ايها النبي):

### مشروع «السلام عليك أيها النبي»
شرع في بداية عام 1428 هـ تأسيس مشروع «السلام عليك أيها النبي»، الذي يهدف حسب توصيفه الذاتي إلى "الإسهام بشكل عملي للعودة الصادقة إلى المصدرين الأساسين القرآن الكريم والسنة الشريفة، وتنقية السنة والسيرة الشريفة مما يكدر صفوها، والرجوع بالناس إلى جلال الوحي وجماله، بعيدًا عن الخلافات والمذاهب والتفرق، وإلى التعريف الشامل بالنبي - ﷺ - وجميل آدابه وشمائله وسمو أخلاقه بالعلم والحكمة والموعظة الحسنة، عبر أجمل الأساليب العصرية وأفضل التقنيات الحديثة". ويشتمل على الموسوعة العلمية التجديدية موسوعة «السلام عليك أيها النبي»، وقد أنجز منها ما يربو على مائة مجلد، وهي في مراحلها النهائية للطباعة، وأنشئت لها بوابة إلكترونية عالمية  وأصبح المشروع العلمي الحضاري الإنساني في التعريف الشامل بالنبي صـلى الله عليه وسلم، وآدابه الكريمة، وأخلاقه العظيمة، وشريعته السمحة، والذي أظهر من خلاله بعض منجزاته العلمية وأفكاره الإبداعية.
وبعد ذلك تم عقد تعاون، وشراكة بينه وبين رابطة العالم الإسلامي، وقامت الرابطة بتبني هذه المشروعات العلمية والإنجازات، ووجه أمين عام رابطة العالم الإسلامي الدكتور محمد بن عبد الكريم العيسى بإطلاق (معارض ومتاحف السيرة النبوية والحضارة الإسلامية) ومقرها الرئيسي المدينة المنورة تحت إشراف رابطة العالم الإسلامي.

### مجموعة السلام الحضارية العالمية
لم يتوقف الشيخ ناصر عن التأليف والتصنيف لإنجاز الخدمات للسيرة النبوية الشريفة، إلى أن تم إنجاز المحتوى العلمي والتقني بمضمونه، وهو ما نتج عنه -إضافةً إلى الموسوعات والمؤلفات والإصدارات (مجموعة السلام الحضارية) التي تشتمل على (10) عشرة معارض ومتاحف، قائمة على القرآن الكريم والسنة الشريفة، هي:
1. المعرض الرباني العالمي (التحيات لله عز وجل).[23]
2. المعرض الدولي للسيرة النبوية والحضارة الإسلامية.[23]
3. المتحف الدولي للسيرة النبوية والحضارة الإسلامية.[14][23]
4. معرض ومتحف الحجرة النبوية الشريفة.
5. معرض الأنبياء كأنك تراهم وتمت المشاركة به في إكسبو2020دبي.[23]
6. المعرض والمتحف الدولي للحج والعمرة: وتمت المشاركة به مؤتمر ومعرض خدمات الحج والعمرة 2022م، وفي معرض ليالي رمضان 1443هـ بالمشعر الحرام بمزدلفة.
7. معرض القناديل المعلقة.[7]
8. معرض شقائق الرجال.
9. معرض براعم الإيمان.
10. معرض السيرة النبوية والخط العربي.

·       يُصاحب هذه المعارض والمتاحف عدد من المناشط الحضارية والمعالم الإبداعية والإنجازات العلمية والمراكز التدريبية، في مقدمتها:
- حملة المليار العالمية لطباعة وتوزيع (السيرة النبوية في دقائق).[24][25]
- سيرة أعظم إنسان على منصة إحسان.[26]
- أكاديمية الحكمة والحوار العالمية للتدريب.[7]
- مراكز البحث العلمي في كلٍ من:  مكة المكرمة  -  المدينة المنورة  - القاهرة – المغرب – الأردن[7][14]

## أهم إصداراته ومؤلفاته
- كتاب السيرة النبوية الوجيزة.[27]
- كتاب السيرة النبوية في دقائق.[28]

- السيرة النبوية اليسيرة.
- النبي صلى الله عليه وسلم في القرآن الكريم.
- سيرة الجسد النبوي الشريف.
- سيرة المسجد النبوي الشريف.
- السيرة النبوية في الدار الآخرة.
- أجمل إنسان في الكون صلى الله عليه وسلم.
- الذين يشبهون النبي صلى الله عليه وسلم.
- أسماء النبي صلى الله عليه وسلم ونعوته وصفاته في القرآن الكريم والسنة الشريفة.
- النبي صلى الله عليه وسلم كأنك تراه.
- النبي صلى الله عليه وسلم كأنك معه.
- النبي صلى الله عليه وسلم مصليًا.
- النبي صلى الله عليه وسلم صائمًا.
- النبي صلى الله عليه وسلم متصدقًا.
- النبي صلى الله عليه وسلم حاجًا ومعتمرًا.
- النبي صلى الله عليه وسلم مبتسمًا ضاحكًا.
- النبي صلى الله عليه وسلم صابرًا.
- النبي صلى الله عليه وسلم شجاعًا.
- النبي صلى الله عليه وسلم خطيبًا.
- النبي صلى الله عليه وسلم مسافرًا.
- أفعال النبي صلى الله عليه وسلم وأحواله.
- إشارات النبي صلى الله عليه وسلم وإيماءاته.
- طعام النبي صلى الله عليه وسلم وشرابه.
- لباس النبي صلى الله عليه وسلم وأناقته.
- أثاث النبي صلى الله عليه وسلم ومقتنياته.
- الحديقة المحمدية.
- الدولة المحمدية.
- كتب النبي صلى الله عليه وسلم ورسائله ومعاهداته .
- روائع الذوق والأناقة والاتيكيت.
- روائع الحب والإفتداء.
- روائع الأشواق والضم والعناق.
- روائع الاقتداء والاقتفاء.
- روائع الذكريات وبدائع الأمنيات.
- روائع وصف الصحابة رعنهم للنبي صلى الله عليه وسلم.
- روائع الالتزام وبدائع الاحتكام.
- روائع الاحترام لسيد الأنام.
- فضائل مكة المكرمة وخصائصها.
- فضائل المدينة المنورة وخصائصها.
- أعظم لائحة شرف رجالية.
- أعظم لائحة شرف نسائية.
- أعظم لائحة شرف أطفال.
- موسوعة النبي صلى الله عليه وسلم والمحيطون به.
- موسوعة الذين رووا عن عائشة رعنها أو روت عنهم .
- بيت عائشة رعنها  موسوعة: العلم والعمل .
- عائشة أم المؤمنين بستان العلم والدين رعنها .
- هنا بيت عائشة رعنها .
- الحجرة الشريفة الوصف والتاريخ .
- قصة البيت الشريف بإيجاز لطيف  .
- التعريف بالقبر الشريف .
- موسوعة المرأة.
- عطاء النساء.
- موسوعة أمهات المؤمنين رعنهم.
- مواقف نسائية خالدة .
- موسوعة الأطفال.
- موسوعة النبي صلى الله عليه وسلم والإنسان (تكريمه-مكانته-حقوقه).
- موسوعة:   ما يصيب الإنسان من الخير والأفراح والمسرات .
- موسوعة:   ما يصيب الإنسان من الشر والأحزان والآلام .
- موسوعة الرجل.
- موسوعة الأسرة والقرابة.
- النبي صلى الله عليه وسلم وغير المسلمين (حقوقهم وحسن التعامل معهم).
- النبي صلى الله عليه وسلم والوطن.
- النبي صلى الله عليه وسلم والأخُوَة.
- النبي صلى الله عليه وسلم والمسجد.
- النبي صلى الله عليه وسلم والملائكة عليهم السلام.
- النبي صلى الله عليه وسلم وجبريل عليه السلام.
- موسوعة العلم النبوي.
- النبي صلى الله عليه وسلم والعلاقات العامة والإعلام.
- النبي صلى الله عليه وسلم ووسائل الأمن والسلامة.
- النبي صلى الله عليه وسلم والوسائل التربوية والتعليمية.
- النبي صلى الله عليه وسلم وذوو الاحتياجات الخاصة .
- النبي صلى الله عليه وسلم والتربية الرياضية.
- النبي صلى الله عليه وسلم  والرياضيات والإحصاء.
- موسوعة الملك والحكم والإمارة.
- موسوعة النبي صلى الله عليه وسلم والقضاء.
- موسوعة البيع والشراء.
- الأسواق في زمن النبي صلى الله عليه وسلم.
- النبي صلى الله عليه وسلم والرحمة والرفق.
- النبي صلى الله عليه وسلم والعفو والتسامح.
- النبي صلى الله عليه وسلم والحوار.
- النبي صلى الله عليه وسلم والرؤى.
- النبي صلى الله عليه وسلم والكون والفلك.
- النبي صلى الله عليه وسلم والبيئة.
- موسوعة البلدان والأماكن التي زارها النبي صلى الله عليه وسلم أو مر بها أو أقام فيها.
- موسوعة البلدان والأماكن في القرآن الكريم والسنة الشريفة.
- النبي صلى الله عليه وسلم والشام وبيت المقدس.
- موسوعة الغزوات والبعوث والسرايا.
- موسوعة النبي والطب والوقاية الصحية.
- موسوعة النبي صلى الله عليه وسلم والزراعة.
- موسوعة النبي صلى الله عليه وسلم والصناعات والحرف.
- موسوعة النبي صلى الله عليه وسلم والصيد.
- موسوعة عالم الحيوانات والطيور وسائر الدواب.
- روائع الحيوانات والطيور وسائر الدواب.
- راحلة الحبيب صلى الله عليه وسلم .
- موسوعة التشبيهات النبوية.
- موسوعة الاستفهامات النبوية.
- موسوعة الموت والجنائز والقبور.
- موسوعة اليوم الآخر.
- حقوق النبي صلى الله عليه وسلم على أمته.
- النبي يتحدث عن ربه عز وجل.
- النبي صلى الله عليه وسلم يتحدث عن نفسه.
- القناديل المعلقة .
- القول البديع في شأن البقيع .
- مكة المكرمة ومعالمها الدينية والسياحية.
- المدينة المنورة ومعالمها الدينية والسياحية.
- الإسلام في سطور.
- زلال الكلام من مشروع السلام.
- ديوان شعر إلهام السلام. [5]
- المعالم الدينية والسياحية في مكة المكرمة[29]

وغيرها